# Platystele alucitae
Platystele alucitae är en orkidéart som beskrevs av Carlyle August Luer. Platystele alucitae ingår i släktet Platystele och familjen orkidéer. Inga underarter finns listade i Catalogue of Life.